# Lenny Solomon (Musiker, 1952)
Lenny Solomon (* 28. September 1952 in Toronto) ist ein kanadischer Jazzgeiger, Arrangeur und Komponist.

## Leben und Wirken
Solomon begann im Alter von sechs Jahren Klavier und im Alter von acht Jahren Geige zu spielen. In den 1970er Jahren bildete er mit Myles Cohen das Pop-Duo Myles & Lenny, das 1975 mit einem Juno Award als Best New Group ausgezeichnet wurde. Mit dem Quintett Quintessence (u. a. mit Bill Bridges) spielte er in den 1980er Jahren ein Crossover aus Pop- und klassischer Musik. Daneben wirkte er als Studiomusiker an hunderten Aufnahmen mit.
Als Jazzmusiker debütierte er 1992 mit dem Album After You've Gone, 1995 folgten The Gershwin Sessions mit Ruby Braff und Peter Appleyard. Außerdem leitet Solomon verschiedene eigene Formationen, so das Lenny Solomon Trio, das The Galaxy Trio und das Trio Noré und arrangierte und komponierte eigene Stücke.